# Рептильная пресса

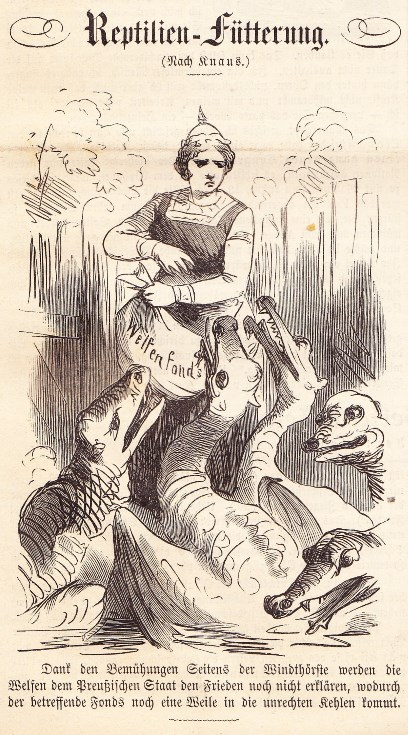
«Кормление рептилий», немецкая карикатура 1878 года.
На мешке надпись «Вельфский фонд». Надпись под карикатурой: «Усилиями Виндтхорста так и не прояснены планы Вельфов относительно мира с Пруссией, так что средства под вопросом пока идут не в те глотки»

Репти́льная пре́сса — презрительное название продажной прессы, пресмыкающейся перед заказчиком и проводящей желательные ему мнения, в то же время претендуя на независимость. Получило широкое распространение в конце XIX века в либеральной прессе Германии (где оно появилось), Франции и России.

## История выражения
Выражение рождено долгой и сложной историей Вельфского фонда, начавшейся в 1867 и окончательно разрешённой лишь к 1933.
Ганноверское королевство в 1866 году в Австро-прусской войне выступило на стороне Австрийской империи. В результате оно было оккупировано Пруссией и объявлено её провинцией. На следующий год правительство Пруссии заключило с низложенным ганноверским королём Георгом V договор, по которому тот официально отрекался от своих королевских прав, за что должен был получить из казны Пруссии 16 миллионов союзных талеров в качестве компенсации королевской семье за теряемое имущество. Так как Георг V принадлежал к ветви династии Вельфов, выделенные для оплаты по договору деньги позднее получили название «Вельфский фонд» (нем. Welfenfonds).
Георг V сначала выехал в недавно созданную Австро-Венгрию, а затем во Францию, не публикуя никаких манифестов об отказе от прав на престол. Более того, вскоре стало известно, что Георг V формирует во Франции с ведома Наполеона III легион эмигрантов из Ганновера («Вельфский легион»), с которым планирует в случае войны Франции с Северогерманским союзом вернуть себе престол. В этой ситуации Отто фон Бисмарк, на тот момент министр-председатель правительства Пруссии, по запросу ландтага наложил секвестр (запрет на использование) на Вельфский фонд.
Ситуация не изменилась и после победы в войне с Францией в 1871. При этом с годами Вельфский фонд стал никому не подотчётным ресурсом в 48 миллионов золотых марок с немалыми ежегодными процентами в руках самого Бисмарка. Это вызывало периодические запросы в ландтаге, на которые Бисмарк неизменно отвечал, что часть средств используется только «для наблюдения и предотвращения происков со стороны короля Георга и его агентов». В другом выступлении Бисмарк сказал: «Думаю, что мы заслуживаем вашу благодарность, до самых их нор преследуя зловредных рептилий (нем. Reptilien), чтобы видеть, чем они заняты».
Не изменилась ситуация и после смерти Георга V в 1878 году. Его сын Эрнст Август II Ганноверский подтвердил свои претензии на независимый престол отца и не стал принимать какие-либо денежные компенсации за отказ от них. Однако кончина Георга V вновь привлекла внимание к использованию самого фонда. Результаты журналистских расследований показали, что на самом деле средства Вельфского фонда широко использовались Бисмарком для подкупа прессы, которая должна была склонять общественное мнение в пользу политики, проводимой Железным канцлером.
Левые тогда припомнили канцлеру его слова про рептилий, которыми стали называть подозреваемых в оплачиваемых Бисмарком публикациях и кампаниях в прессе. При этом в карикатурах «рептилии» были переосмыслены в виде крокодилов или змеев, а под самим термином стали подразумевать любую официозную печать, подкупленную правительством. Из немецкой прессы выражение быстро пришло во Францию, а затем в Россию. В лексиконе российской социал-демократии «рептильной прессой» и просто «рептилиями» были все газеты и журналы, пресмыкавшиеся перед правительством, а также сами работавшие там журналисты.
После Октябрьской революции выражение достаточно скоро вышло из обихода, однако осталось в переиздаваемых дореволюционных работах, прежде всего — Ленина. Например, в работе «Что такое „друзья народа“ и как они воюют против социал-демократов?» тот пишет о «всей либеральной печати, не принадлежащей к крепостническим органам или рептилиям». Чтобы сохранить понятность текстов для советских читателей, «рептильную прессу» продолжали включать в популярные сборники крылатых слов и выражений.
В западноевропейских публикациях, прежде всего немецкоязычных, термин «рептильная пресса» (нем. Reptilienpresse) продолжал использоваться и во второй половине XX века.